# Município de Chester (condado de Morrow, Ohio)
Localização do Ohio nos E.U.A.
O município de Chester (em inglês: Chester Township) é um local localizado no condado de Morrow no estado estadounidense de Ohio. No ano 2010 tinha uma população de 1872 habitantes e uma densidade populacional de 27,35 pessoas por km².

## Geografia
O município de Chester encontra-se localizado nas coordenadas 40° 27′ 36″ N, 82° 41′ 15″ O. Segundo a Departamento do Censo dos Estados Unidos, o município tem uma superfície total de 68.45 km², da qual 68,31 km² correspondem a terra firme e (0,2 %) 0,14 km² é água.

## Demografia
Segundo o censo de 2010, tinha 1872 pessoas residindo no município de Chester. A densidade de população era de 27,35 hab./km².